# 拉爾加河

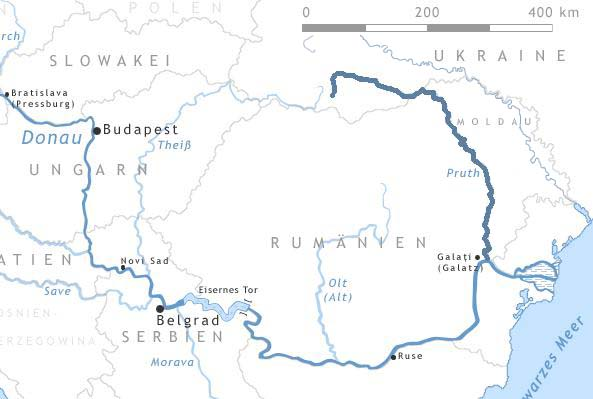

拉爾加河（烏克蘭語：Ларга），是東歐的河流，流經烏克蘭德涅斯特区和摩爾多瓦，屬於普魯特河的左支流，河道全長25公里，該河流域面積117平方公里。